# Bahai-bestuur
De oorsprong van het bahai-bestuursstelsel ligt in de Kitáb-i-Aqdas van Bahá'u'lláh en het Testament van 'Abdu'l-Bahá. Bahá'u'lláh beschrijft het verkozen Universele Huis van Gerechtigheid en 'Abdu'l-Bahá stelde het benoemde erfelijke behoederschap in en verduidelijkte het verband tussen de twee instituten. In zijn Wil, benoemde 'Abdu'l-Bahá zijn oudste kleinzoon, Shoghi Effendi, als eerste behoeder van het bahai-geloof.

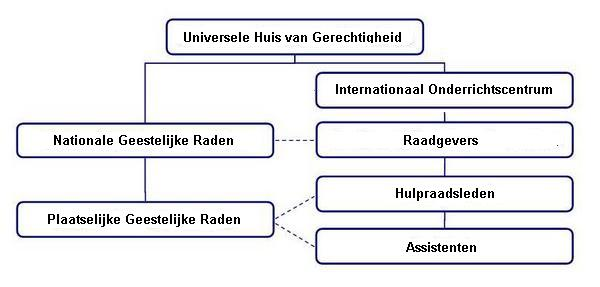
Organigram van het bahai-bestuursstelsel

Shoghi Effendi vertaalde bahai-literatuur, ontwikkelde globale plannen voor de uitbreiding van de bahai-gemeenschap, ontwikkelde het Bahai-wereldcentrum, onderhield een omvangrijke correspondentie met gemeenschappen en individuen rond de wereld en bouwde de administratieve structuur van de religie, daarmee de gemeenschap voorbereidend voor de verkiezing van het Universele Huis van Gerechtigheid. Hij stierf in 1957 onder omstandigheden waarin hij geen opvolger kon benoemen.
Op plaatselijk, regionaal en nationaal niveau verkiezen bahai-gelovigen Geestelijke Raden, die elk uit negen leden bestaan. Er zijn ook benoemde individuen die op plaatselijk, nationaal en internationaal niveau werken, die als functie het verspreiden van de bahai-leringen en het beschermen van de gemeenschap hebben. Zij dienen niet als 'geestelijkheid', die het bahai-geloof niet kent.
Het Universele Huis van Gerechtigheid, dat voor het eerst in 1963 werd verkozen, is het hoogste bestuursorgaan van het bahai-geloof. Zijn negen leden worden elke de vijf jaar gekozen door de leden van alle nationale Geestelijke Raden. Iedere mannelijke bahai-gelovige, 21 jaar of ouder, is verkiesbaar in het Universele Huis van Gerechtigheid te worden gekozen; alle andere posities zijn open voor mannelijke en vrouwelijke gelovigen.

## Voetnoten
1. ↑  Taherzadeh, blz. 347-363